# Amata xanthosoma
Amata xanthosoma là một loài bướm đêm thuộc phân họ Arctiinae, họ Erebidae.